# Microichthyurus sublateralis
Microichthyurus sublateralis là một loài bọ cánh cứng trong họ Cantharidae. Loài này được Motsch miêu tả khoa học năm 1859.